# Munderico
Munderico o Monderico, en latín Munderichus (Colonia, c. 495 - Vitry-en-Perthois, Marne, 532/33) fue un pretendiente merovingio al trono franco. 

## Biografía
Munderico era un rico noble terrateniente con vastas propiedades en la región alrededor de Vitry-le-Brûle (ahora Vitry-en-Perthois) cerca de Châlons-sur-Marne.
Hacia 532 o 533, reivindicó su descendencia real por ser o afirmar ser hijo de Cloderico el Parricida y pidió una parte del reino de Austrasia de Teodorico I. Reunió a su alrededor una serie de seguidores que le hicieron un juramento para tratar de obtener el reconocimiento como rey. Teodorico finge aceptar e intenta convocarlo a la corte para proceder contra él, pero Munderico, cauteloso, se refugia en Vitry-le-Brûlé. Un enviado de Teodorico lo incita a abandonar la ciudad a cambio de salvarle la vida, pero al notar la traición, mata al traidor y se involucra en la lucha. Teodorico envía una importante fuerza contra él, aunque el ejército de Austrasia carecía de armas de asedio y no pudo rendir la ciudad. Teodorico responde enviando un cortesano personal, Arigisel, para negociar la salida de los rebeldes, lo que consigue, aunque este amoral embajador les mata a continuación.
Se casó con Artemia de Ginebra, hija del senador romano y obispo electo de Ginebra Florentino (485-513)  (nacido c. 480), y de Artemia de Lyon, que a su vez era hija de Rústico de Lyon.
En el siglo XII, la Vita Gundulfi da algunos datos sobre sus descendencia con Artemia:
- Gondulfo de Maastricht († 607), virrey de Austrasia y elegido obispo de Tongeren alrededor del 600.
- Bodogisel, identificado con un patricio homónimo de Provenza, luego duque en Austrasia y fallecido en 585.

La propia Vita indica que San Arnulfo, obispo de Metz e hijo de Bodogisel, era nepos de Gondulfo. Por eliminación, este término de nepos solo puede significar sobrino nieto, y Bodogisel también es conocido como hijo de un Mummolin, conocido como conde en Soissons y alcalde del palacio de Neustria en 566, padre también de Babon, siendo los dos hijos, embajadores en Bizancio, el primero en 589, el segundo en 584.